# Лоракс (филм)
Лоракс (енгл. The Lorax), такође познато као Лоракс Доктора Суса (енгл. Dr. Seuss' The Lorax), је амерички 3D рачунарски-анимирани мјузикл-фантастични-хумористички филм продукције Illumination Entertainment и заснован на дечјој истоименој књизи Доктора Суса. Друга адаптација књиге (након анимираног специјала из 1972. године), филм се надовезује на књигу проширујући причу о Лораксу и Теду, раније неименованом дечаку који посећује Ванс-лер. Гласовне главним улогама позајмљују Дени Девито као Лоракс, Ед Хелмс као Ванс-лер и Зак Ефрон као Тед. Нови ликови представљени у филму су Одри, Тедова симпатија (глас позајмљује Тејлор Свифт), Алоиз О'Хер, зли барон (глас позајмљује Роб Ригл), госпођа Вигинс, Тедова мајка (глас позајмљује Џени Слејт) и бака Норма, Тедова баба (глас позајмљује Бети Вајт).
Филм је издат 2. марта 2012. године у Сједињеним Државама, дистрибутера Universal Pictures-а, што би био Сусов 108. рођендан. Филм је издат 15. марта 2012. године у Србији, дистрибутера Taramount Film-а. Добио је мешовите критике критичара који су похвалили његову анимацију, музику и гласовну глуму, али критиковали су његове ликове и маркетинг због одбацивања оригиналне поруке књиге, док су верност изворном материјалу и песмама имале поларизујуће реакције. Филм је зарадио 351,4 милиона америчких долара широм света насупрот буџета од 70 милиона америчких долара.

## Радња
Дванаестогодишњи дечак по имену Тед Вигинс живи у Тнидвилу, зидом опасаном граду у коме је сва вегетација и биљни свет вештачки. Тед је заљубљен у Одри и одлучује да је импресионира „правим дрветом”. Његова бака Норма прича му легенду о Ванс-леру, који зна шта се догодило са дрвећем. Остављајући Тнидвил у потрази за Ванс-лером, Тед открива да је спољни свет неплодна, контаминирана пустош. Проналази Ванс-лера, који пристаје да му исприча причу о дрвету током више посета. Следећи пут када оде од куће, Тед наилази на похлепног градоначелника Тнидвила, Алоиза О'Хера чије предузеће продаје флаширани кисеоник загађеном граду. Објашњавајући да дрвеће и кисеоник који слободно производе представљају претњу за његов посао, О'Хер врши притисак на Теда да остане у граду, али Тед наставља да посећује Ванс-лер.
У међувремену, Ванс-лер прича како је као млади проналазач стигао у бујну шуму животиња и дрвећа Трафула. Секући дрво, суочио се са Лораксом, чуваром шуме који „говори у име дрвећа”. Након покушаја да натера Ванс-лера, Лоракс га је убедио да више не сече дрвеће. Користећи влакна Трафула, Ванс-лер је створио „Тнид”, плетени производ са вишеструком употребом, који је постао главни успех. Сакупљао је праменове трафуле на одржив начин, док га његови бескрупулозни рођаци нису наговорили да настави да сече дрвеће како би убрзао производњу, што је довело до огромне добити, али и дефорсетације и контаминације. Након бербе последњег дрвета трафула, Ванс-лер је срушен, напустила га је његова породица и постао је затворник. Ванс-лер остао је сломљеног срца и неподношљиво крив за уништавање шуме. Пошто регион није био усељив, Лоракс је послао животиње да нађу ново место за живот и нестао на небу. Лоракс је на малој гомили камења оставио једну реч: „уколико”.
Ванс-лер даје Теду последње семе трафуле у нади да може да обнови шуму и натера друге да брину о дрвећу. Тед се враћа кући како би посадио семе, што је приметило О'Херов надзор града. Тражећи помоћ Одри и његове породице, Теда прогони О'Хер до центра града. О'Хер окупља грађане против Теда, говорећи им да су дрвећа опасна и прљава, али Тед померачем земље сруши део градског зида откривајући уништавање животне средине напољу. Инспирисана Тедовим уверењем, гомила се окреће против О'Хера, чији му послушници вежу кацигу налик на млазни рам, због чега одлази поражен. Семе је коначно посађено и како време пролази, земља почиње да се опоравља; ничу нова дрвећа, животиње се враћају, а сада остарели Ванс-лер налази се са Лораксом.

## Гласовне улоге
| Улога         | Оригинални глас   |
| ------------- | ----------------- |
| Лоракс        | Дени Девито       |
| Ванс Лер      | Ед Хелмс          |
| Теодор Вигинс | Зак Ефрон         |
| Одри          | Тејлор Свифт      |
| Норма Вигинс  | Бети Вајт         |
| Алоисус О'Хер | Роб Ригл          |
| гђа Вигинс    | Џени Слејт        |
| Изабела Лер   | Назим Педрад      |
| Абрахам Лер   | Стивен Тоболовски |
| Гризелда Лер  | Елмаери Вендел    |
| Брет Лер      | Дени Кукси        |
| Чет Лер       | Дени Кукси        |
| животиње      | Крис Рено         |